# Scaptesyle fovealis
Scaptesyle fovealis là một loài bướm đêm thuộc phân họ Arctiinae, họ Erebidae.